# Mårten Bernhard Söderling
Mårten Bernhard Söderling, född 24 mars 1768 i Varberg, död 3 oktober 1836 i Göteborg, var en svensk orgelbyggare, färgare och salteriinspektör.

## Biografi
1791 blev Söderling lärling hos färgaren Johan Fredrik Franke i Varberg. Han blev omkring 1794 gesäll därstädes. Han flyttade 1796 till Mariestad och bosatte sig på tredje roten nummer 8. Där kom han att arbeta som färgare och fabrikör. 
Mårten Bernhard Söderling gifte sig omkring 1800 med Maria Christina Eriksdotter Friberg. År 1804 flyttade de till Skövde. 20 april 1809 flyttade de till Håbergs säteri i Flo socken. Där arbetade Söderling som inspektor. Från 24 augusti 1810 bodde de på Restad i Naglum, där Söderling arbetade som inspektor. De flyttade 8 oktober 1811 till Saltkällan i Foss socken, där han arbetade inom samma yrke.
Familjen flyttade 1813 till Marienabbe i Marieberg i Göteborg, där Söderling var inspektör för fisksalterierna. De flyttade 1825 till Svärdsfisken 75. och 1829 till Justitia 80 i Göteborgs Karl Johans församling, Göteborg.
Mårten Bernhard Söderling avled där den 3 oktober 1836 och begravdes 7 oktober samma år.

### Familj
Söderling gifte sig omkring 1800 med Maria Christina Eriksdotter Friberg (Flyberg) (1777–1825). De fick tillsammans barnen Johanna Lovisa (1800–1800), Johan Nikolaus Söderling (1802–1890), Johanna Lovisa (född 1804), Emanuel Söderling (1806–1853), Carl Fredrik Söderling (1813–1872), och Mårten August (1818–1820).

## Söderlingska orgelbyggeriet
Söderling var även vid sidan av verksam som orgelbyggare i det Söderlingska orgelbyggeriet fram till omkring 1830. Hur han lärt yrket är inte känt. Han byggde ett fåtal orglar, de senare troligen som kompanjon med sonen Johan Niklas. Även de två andra sönerna Emanuel och Carl Fredrik kom att ägna sig åt orgelbyggeri i den firma J N, E & C Söderling som de bildade i början av 1830-talet, med Johan Niklas som den ledande.

## Verkförteckning
| År   | Ursprunglig kyrka    | Stift     | Bild | Manualer | Pedal | Stämmor | Bevarad orgel/fasad | Övrigt |
| ---- | -------------------- | --------- | ---- | -------- | ----- | ------- | ------------------- | --- |
| 1818 | Lundby gamla kyrka   | Göteborgs |      |          |       | 6       | Nej/Ja              | En ny orgel byggdes 1969 av Lindegrens Orgelbyggeri AB, Göteborg.                                                                                 |
| 1823 | Västra Tunhems kyrka | Skara     |      |          |       | 10      | Nej/Ja              | Byggd tillsammans med sonen Johan Niclas Söderling. En ny orgel byggdes 1905 av Johannes Magnusson, Göteborg.                                     |
| 1826 | Norra Härene kyrka   | Skara     |      |          |       | 6 1/2   | Nej/Nej             | Byggd tillsammans med sonen Johan Niclas Söderling. En ny orgel byggdes 1892 av Carl Axel Härngren, Lidköping.                                    |
| 1826 | Holsljunga kyrka     | Göteborgs |      |          |       | 8       | Nej/Ja              | Orgeln flyttades över till nya kyrkan 1835. En ny orgel byggdes 1902 av Salomon Molander & Co, Göteborg.                                          |
| 1827 | Fässbergs kyrka      | Göteborg  |      |          |       | 6       | Nej/Nej             | En ny orgel byggdes 1887 av Salomon Molander & Co, Göteborg.                                                                                      |
| 1828 | Rommele kyrka        | Göteborgs |      |          |       | 5 1/2   | Nej/Ja              | Verket först flyttat till Flundre hembygdsgård i Lilla Edet. Sedan överlåtits till Göteborgs universitet.                                         |
| 1830 | Svenljunga kyrka     | Göteborg  |      |          |       | 10      | Nej/Nej             | Byggd tillsammans med sonen Johan Niclas Söderling. En ny orgel byggdes 1929 av Åkerman & Lund, Sundbybergs stad.                                 |
| 1831 | Sexdrega kyrka       | Göteborg  |      |          |       | 9       | Nej/Nej             | Byggd tillsammans med sonen Johan Niclas Söderling. Orgeln var placerad på läktaren i koret. En ny orgel byggdes 1892 av Levin Johansson, Liared. |

## Medarbetare
- 1797 - Christopher Merrkelt (född 1775). Han var gesäll hos Söderling.
- 1798 - Adam Jansson (född 1786). Han var lärling hos Söderling.
- 1799 - Carl Peter Fogelin (1784–1862).[33] Han var lärling 1799 hos Söderling. Fogelin blev senare rådman.
- 1802–1804 - Johan Fredrik Ahlgren (född 1788). Han var lärling hos Söderling.
- Jacob Berg. Han var gesäll hos Söderling.
- 1828–1829 - Anders Söderberg (född 1802). Han var snickargesäll hos Söderling.